# Nahid Persson Sarvestani
Nahid Persson Sarvestani (Xiraz, 24 de mayo de 1960) es una documentalista iraní.

## Trayectoria profesional
Sus películas documentales más conocidas son Prostitution Behind the Veil, My Mother – A Persian Princess, The End of Exile, and The Last Days of Life. En 2007, después de haber sido arrestada y encarcelada brevemente por las autoridades iraníes por presuntamente haber avergonzado a su país natal con el documental sobre dos prostitutas de Teherán, completó el trabajo Four Wives - One Man  en condiciones peligrosas. La película, que retrata a una familia polígama del sur de Xiraz, fue extraída a escondidas de Irán y finalmente editada en Suecia. En noviembre de 2008, Persson terminó la producción de La reina y yo, un documental en el que se examina la compleja relación de la directora durante un año con la antigua emperatriz iraní Farah Pahlaví. La película se estrenó en Estados Unidos en el Festival de Cine de Sundance en 2009 y se exhibió en varios países con motivo del 30 aniversario de la Revolución islámica. En 2021 escribió y dirigió Be My Voice (Sé mi voz), sobre la periodista y activista Masih Alinejad.
Persson Sarvestani ha recibido varios premios por sus películas. Y The Last Days of Life recibió el Premio al Periodista de la Cancerfondens en el año 2002. La película Prostitution Behind the Veil, un relato controvertido y dolorosamente revelador de la vida de dos prostitutas en Teherán, recibió una nominación al Emmy Internacional, así como al Dragón de Oro del Festival de Cine de Cracovia, al mejor documental informativo internacional en el Festival de Televisión de Montecarlo de 2005, así como el Kristallen y el Guldbagge en 2005.
Persson Sarvestani también comparte el Premio Cultural de 2005 de La Confederación de Empleados Profesionales de Suecia con la autora Marjaneh Bakhtiari.